# Jonas Benyoub
Jonas Nybakk Benyoub (* 1994) ist ein norwegischer Rapper, Sänger und Schauspieler.

## Leben
Benyoub wuchs in Ellingsrud in Oslo als Sohn einer Norwegerin und eines Marokkaners auf. Seine Großeltern väterlicherseits stammen aus Casablanca. Benyoub besuchte das Handelsgymnasium in Oslo, wo er Teil der Revuegruppe wurde. Im Herbst 2010 nahm er im Alter von 15 Jahren an der norwegischen Version von The X Factor teil. Im Jahr 2014 begann er gemeinsam mit Temoor zu rappen. Gemeinsam produzierten sie eine EP, die sie aber nicht veröffentlichten. Im Jahr 2017 gab er seine Debütsingle Youm Wara Youm heraus, die auch in der Jugendserie Skam verwendet wurde. Es folgten weitere Singles.
Benyoub wirkte am Album Omar Sheriff des Rapduos Karpe mit, das im Januar 2022 veröffentlicht wurde. Das Album konnte sich mehrere Wochen auf dem ersten Platz der norwegischen Albumcharts halten und verhalf auch Benyoub zu einem größeren Durchbruch. Im April 2022 gab er mit ZeroLove sein Debütalbum heraus. Im Sommer folgte das Lied BigPapaGoat_v4_4130422, eine weitere Zusammenarbeit mit Karpe, die sich in den Singlecharts platzieren konnte. Im Herbst 2022 trat er bei der von Karpe abgehaltenen Konzertreihe im Oslo Spektrum auf. Beim Festival by:Larm gewann er im September 2022 die Auszeichnung als „Årets Stjerneskudd“, also als Shootingstar des Jahres. Auch beim Musikpreis P3 Gull gewann er im Jahr 2022 die Newcomer-Auszeichnung. Beim Spellemannprisen 2022 war Benyoub in der Newcomer-Kategorie nominiert und er gewann in der Hip-Hop-Kategorie. Im November 2022 veröffentlichte er mit ZeroLove Deluxe sein zweites Album. Benyoub nahm an der Anfang 2025 ausgestrahlten Staffel der norwegischen Musikshow Hver gang vi møtes teil. Mehrere seiner Neuinterpretationen zogen in die norwegischen Singlecharts ein.
Im Jahr 2025 gab er sein Debüt als Theaterschauspieler und übernahm die Hauptrolle in der Aufführung von Da vi var yngre am Det Norske Teatret. Benyoub erhielt dafür beim Theaterpreis Heddaprisen eine Nominierung in der Kategorie für die beste Hauptrolle.

## Stil
Benyoub selbst beschrieb seine Musik in einem Interview als von marokkanischer und norwegischer Musik beeinflusst. Er selbst baut in seine Lieder häufig arabische Ausdrücke ein.

## Auszeichnungen
Spellemannprisen
- 2022: „Hip Hop“
- 2022: Nominierung in der Kategorie „Durchbruch des Jahres“

Weitere
- 2022: „Årets Stjerneskudd“ beim Festival by:Larm
- 2022: „Durchbruch des Jahres“ bei P3 Gull
- 2025: Nominierung in der Kategorie „Beste/r Schauspieler/in (Hauptrolle)“ beim Heddaprisen (für Da vi var yngre)[15]

## Diskografie

### Alben
| Jahr | Titel           | Höchstplatzierung, Gesamtwochen, AuszeichnungChartsChartplatzierungen (Jahr, Titel, Platzierungen, Wochen, Auszeichnungen, Anmerkungen) | Anmerkungen                            |
| Jahr | Titel           | NO | Anmerkungen                            |
| ---- | --------------- | --- | -------------------------------------- |
| 2022 | ZeroLove        | NO11 (1 Wo.)NO | Erstveröffentlichung: 1. April 2022    |
| 2022 | ZeroLove Deluxe | NO12 Gold · (2 Wo.)NO | Erstveröffentlichung: 4. November 2022 |

Weitere Alben
- 2023: Takket være livet (EP)

### Singles
| Jahr | Titel Album                                 | Höchstplatzierung, Gesamtwochen, AuszeichnungChartsChartplatzierungen (Jahr, Titel, Album, Platzierungen, Wochen, Auszeichnungen, Anmerkungen) | Anmerkungen |
| Jahr | Titel Album                                 | NO | Anmerkungen |
| --- | ------------------------------------------- | --- | --- |
| 2022 | Spor i snøen ZeroLove Deluxe                | NO16 Platin · (4 Wo.)NO | Erstveröffentlichung: 14. Oktober 2022                                                                                     |
| 2023 | Trille –                                    | NO13 (2 Wo.)NO | Erstveröffentlichung: 5. Mai 2023 mit Karpe                                                                                |
| 2024 | Liten fuggel –                              | NO15 (1 Wo.)NO | Erstveröffentlichung: 5. Januar 2024 mit Matoma Original: Vamp                                                             |
| 2025 | Evighet –                                   | NO23 (2 Wo.)NO | Erstveröffentlichung: 30. Dezember 2024 mit Molly Hammar Beitrag zu Hver gang vi møtes, Original: Carola Häggkvist         |
| 2025 | Mamma –                                     | NO14 (… Wo.)NO | Erstveröffentlichung: 3. Januar 2025 mit Bendik Beitrag zu Hver gang vi møtes, Original: Ina Wroldsen                      |
| 2025 | Elven –                                     | NO33 (1 Wo.)NO | Erstveröffentlichung: 10. Januar 2025 mit Beharie und Aksel Hennie Beitrag zu Hver gang vi møtes, Original: Thomas Dybdahl |
| 2025 | Følelser –                                  | NO28 (… Wo.)NO | Erstveröffentlichung: 17. Januar 2025 Beitrag zu Hver gang vi møtes, Original: Astrid S                                    |
| Folgende Lieder erschienen nicht als Single, wurden aber durch das Album zum Download und Streaming bereitgestellt und konnten somit eine Platzierung erlangen: |                                             | | |
| |                                             | | |
| 2022 | Baraf/Fairuz Omar Sheriff                   | NO6 (5 Wo.)NO | mit Karpe, Emilie Nicolas und Harpreet Bansal                                                                              |
| 2022 | BigPapaGoat_v4_4130422.wav Mike It Spektrum | NO4 (8 Wo.)NO | mit Karpe |
| 2023 | 555 Takket være livet                       | NO34 (1 Wo.)NO | mit Marstein |

Weitere Singles (mit Auszeichnungen)
- 2017: Alt jeg vil ha (mit Gatekunst, OnklP, Kaveh, Cezinando und Phillie, NO: Gold)
- 2022: Er du dum? (mit Oscar Blesson,  NO: Gold)